# Graham Dadds
Graham Bassett Dadds  (Abertawe/(Swansea), Wales, 16. ožujka 1911. - Abertawe (Swansea), 8. ožujka 1980.) je bivši velški hokejaš na travi. 
Osvojio je brončano odličje na hokejaškom turniru na Olimpijskim igrama 1952. u Helsinkiju igrajući za Uj. Kraljevstvo. Bio je najstariji igrač u reprezentaciji s 41 navršenom godinom. Igrao je na mjestu vratara. Branio je na jednom susretu.

## Vanjske poveznice
- Profil na Sports-Reference.com  Arhivirana inačica izvorne stranice od 18. prosinca 2012. (Wayback Machine)
- Profil na Database Olympics